# Narodni muzej Saudove Arabije
Narodni muzej Saudove Arabije (arabsko المتحف الوطني السعودي) je narodni muzej v soseski al-Muraba v Rijadu v Saudovi Arabiji. Ustanovljen leta 1999 je del zgodovinskega središča kralja Abdulaziza in je obdan s parkom al-Vadi na severu in parkom al-Madi na vzhodu, ki skupaj tvorita vzhodno stran narodnega Muzejskega parka.

## Stavba
Narodni muzej je bil del Razvojnega načrta Muraba za prenovo območja in okoli starega okrožja palače Muraba za praznovanje stoletnice v Saudovi Arabiji. Tako je bil rok postavljen na začetek leta 1999, tako da je ostalo le 26 mesecev za načrtovanje in izgradnjo muzeja iz nič, čeprav so o zamislih za takšen muzej razpravljali že od 1980-ih. Za zasnovo je glavnega arhitekta Rajmonda Morijamo navdihnila oblika in barve peščenih sipin Red Sands tik pred Rijadom. Zahodna fasada vzdolž trga Muraba je podobna mehkemu obrisu sipine s svojo postavitvijo, ki tvori polmesec, ki kaže proti Meki. Zahodna fasada se odpira v islamsko zgodovino Arabskega polotoka. Za zadnje galerije obiskovalec vstopi v Unifikacijski boben, ki ima prikaze o trenutni saudski državi. Zadnja galerija ponazarja dve sveti mošeji in hadž. Poleg tega sta na voljo še dve galeriji za posebne razstave.
Koncept didaktičnega oblikovanja razstav je nekoliko drugačen od tradicionalnega pristopa klasičnih muzejev. Manj poudarka je na posameznih eksponatih, ki so razstavljeni izven svojega kulturnega konteksta kot predmeti velike vrednosti. Obstaja veliko replik in dioramskih prikazov v naravni velikosti, ki ponazarjajo in izobražujejo o določenih točkah in vprašanjih. Zato je včasih težko prepoznati nekatere posebne kose in celo ločiti replike od izvirnikov. Ideja za tem ni osredotočanje na posamezne dele same po sebi, temveč jih raje uporabiti kot primere za poudarjanje splošnih idej ali konceptov, ki jih predstavljajo.

### Dvorane
V muzeju je osem dvoran:
| Dvorana                              | Kratek pregled | Oddelek           | Nadstropje      |
| Dvorana človek in vesolje            | Prikazuje življenje v zelo zgodnjih dneh človekovega življenja in geološke spremembe na zemeljskem površju, ki so vplivale na način njihovega življenja. - Prikazuje velik delček meteorita, najdenega v kraterjih Vabar v puščavi Rub al-Hali - Interaktivni prikazi pojasnjujejo sončni sistem, tektoniko plošč, geologijo, geografijo ter razvoj flore in favne na Arabskem polotoku. - Razstavljeno je tudi veliko okostje platibelodona in ihtiozavra. | 1                 | Pritličje       |
| Dvorana arabskih kraljestev          | Dvorana prikazuje 14 predislamskih arabskih kraljestev, ki so obstajala na Arabskem polotoku od leta 5 pred našim štetjem do leta 700 našega štetja. Ti so naslednji: - Ubaidsko obdobje (5300–3600 pr. n. št.) - Dilmun (2400–1700 pr. n. št.) - ʿĀd (4000–3500 pr. n. št.) - Thamud (3500–3000 pr. n. št.) - Midian (1700–1050 pr. n. št.) - Kedariti (10. stoletje pr. n. št.) - Edom (10. stoletje pr. n. št.) - Dedom (6. stoletje pr. n. št.) - Lihjan (5. stoletje pr. n. št.) - Minejsko kraljestvo (4–1 pr. n. št.) - Nabatejsko kraljestvo Kinda (3000 pr. n. št.) - Drugo kraljestvo Kinda (4 n. št.) - Manadhera (400–700 n. št.) - Ghasanid (400–700 n. št.) Pozna arabska kraljestva predstavljajo civilizacije, ki so uspevale v Al-Aflaju, Nadžranu in Ain Zubaidi. | 1                 | Pritličje       |
| Dvorana predislamske dobe            | Znana tudi kot dvorana dobe Džahilija,je posvečena času od približno 400 pr. n. št. do zore islama in ponazarja življenjski slog Arabcev pred prihodom islamskega preroka Mohameda, torej pred prihodom islama na Arabski polotok. Prikazana mesta tega časa so Meka, Džaraš, Jathrib, Khaibar, Nadžran, Khadrama in Davmat Aldžandal, pa tudi tržnice v Okazu, al-Madžaz, Nadžran in Habaša. Razvoj pisave in kaligrafije je prikazan in razložen s številnimi primeri. | 1                 | Pritličje       |
| Dvorana prerokovega poslanstva       | Dvorana daje informacije o Mohamedovi družini, rodu, rojstvu in selitvi iz Meke v Medino. Na eni steni je veliko družinsko drevo, ki zelo podrobno razlaga Mohamedovo družino in odnose. Iz te galerije mora obiskovalec uporabiti most, ki se poveže z naslednjo galerijo, ki predstavlja simbolični prehod iz časa nevednosti v čas po razodetju islama Mohamedu. | 1                 | Prvo nadstropje |
| Dvorana islama in Arabskega polotoka | Dvorana portretira časovnico Arabskega polotoka od začetka islama po prihodu Mohameda v Medino ter zgodovino vzpona in padca kalifata do prve svetovne vojne, ko je razpadlo Osmansko cesarstvo. | 6                 | Prvo nadstropje |
| Dvorana prve in druge saudske države | Dvorana pokriva zgodovino ustanovitve prve saudske države leta 1744 in druge saudske države leta 1824. Velik model Dirija je prikazan pod steklenim podom, tako da ga je mogoče zelo podrobno pregledati. | 2                 | Prvo nadstropje |
| Dvorana združitve kraljestev         | Dvorana prikazuje ustanovitev tretje saudske države, tj. sodobnega kraljestva Saudova Arabija, s strani kralja Abdulaziza Al-Sauda, potovanje, ki se je začelo leta 1902, potem ko je zavzel Rijad | 1                 | Prvo nadstropje |
| Dvorana hadža in dveh svetih mošej   | Dvorana prikazuje pomen hadža in mošeje Al-Masjid Al-Haram (v Meki) in Al-Masjid an-Nabvi (v Medini), kot tudi vlogo kralja Abdulaziza Al-Sauda v razvoj teh dveh svetih mest. - Dvorana ima tri modele, enega province Maka, Al-Masjid Al-Haram in Al-Masjid an-Nabvi. Glavni eksponat v tej galeriji je velika maketa Meke in njene okolice. | 5 Prvo nadstropje |                 |

## Prihodnji projekti širitve
Junija 2018 je predsednik Saudske komisije za turizem in nacionalno dediščino princ Sultan bin Salman Al Saud napovedal širitev muzeja. V muzeju bodo nameščene nove storitve za obiskovalce, vključno z:
- 3767 m² veliko razstavno dvorano
- 2285 m² veliko gledališče
- 13000 m² velik hotel s 4 zvezdicami s kulturnim esenco Savdske Arabije
- prostori za usposabljanje
- 6476 m² velika restavracija
- stekleno streho
- tri podzemne etaže[7][8][9]

Januarja 2021 je bila imenovana nova direktorica muzeja Laila Alfaddagh, ki naj bi muzej popeljala v novo fazo sodelovanja z občinstvom.